# Jeanne Lanternier
Jeanne Lanternier, född 1820, död 1855, var en av Muhammad IV av Marockos slavkonkubiner.
Hon var dotter till Jean och Sophie Lanternier från Val-d'Amour, och emigrerade 1832 med sina föräldrar till Franska Algeriet, där familjen tillhörde de första kolonisterna i den nygrundade franska byn Dély Ibrahim.
År 1836 tillfångatogs hon av ett hadjoute-rövarband lydande under emir Abdelkader. I egenskap av av icke-muslimsk fånge var hon enligt islamisk lag per definition slav, och emiren gav henne som present till sultan Abd ar-Rahman, som i sin tur gav henne till sin son, prins Muhammad. Hon konverterade till islam under namnet Dagia och blev Muhammeds slavkonkubin. Muhammed tyckte så mycket om henne att han valde att frige henne och gifta sig med henne 1837. Hon fick två söner; den första föddes 1844. 
Muhammed tillät henne att återknyta kontakten med sin familj. Han gav henne tillstånd att besöka Frankrike med anledning av Världsutställningen 1855. Hon använde besöket till att återknyta kontakten med sin familjs hemby; hon gjorde också en pilgrimsfärd till  Chissey.
Efter hennes återkomst till Marocko ledde en inte närmare beskriven konflikt i haremet till att hon och hennes två söner uppges ha dödats genom förgiftning.